# Jesús Martínez Díez
Jesús Martínez Díez (Cidade do México, 7 de junho de 1952) é um ex-futebolista mexicano que atuava como defensor.

## Carreira
Jesús Martínez Díez fez parte do elenco da Seleção Mexicana de Futebol, na Copa do Mundo de  1978. 